# Pralinê

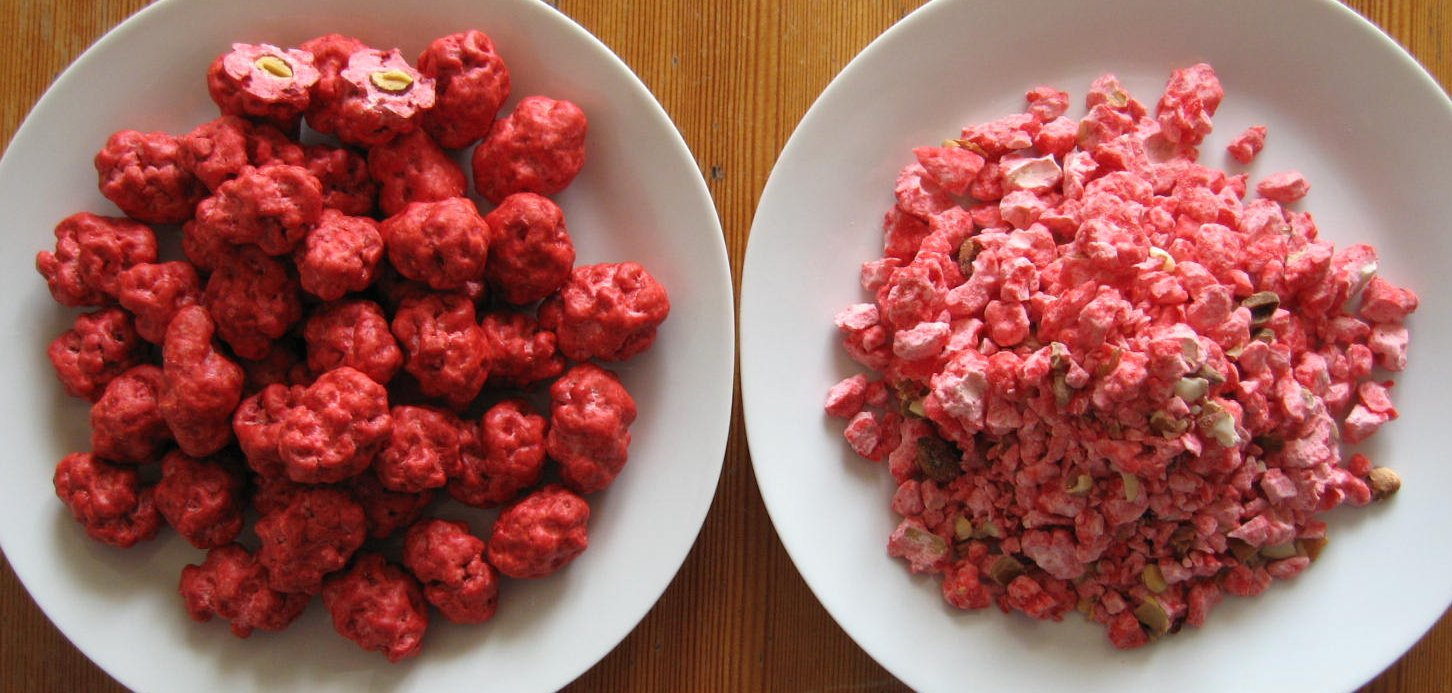
Pralinês franceses de cor rosa: à esquerda de amêndoas inteiras e à direita de amêndoas em pedaços

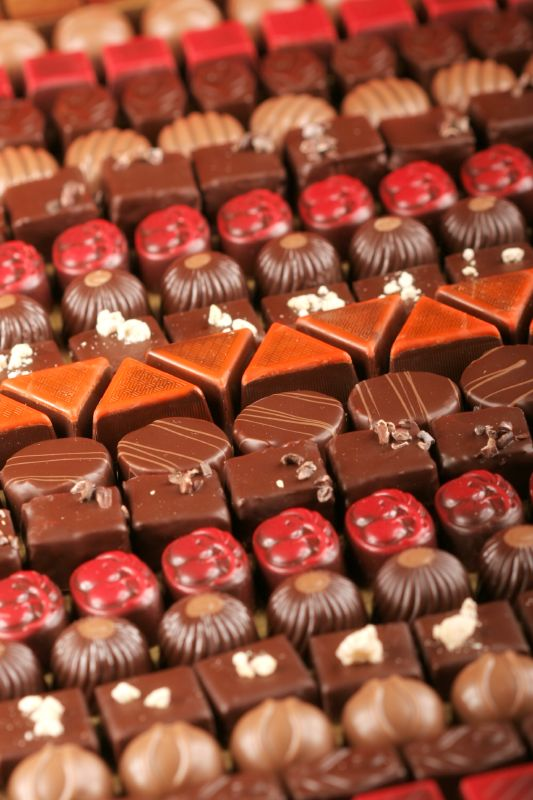
Pralinês belgas

Pralinê ou pralina (do francês praline) é um doce feito com amêndoa torrada, envolvida em açúcar e cristalizada: ou seja, é uma amêndoa caramelizada.
Os pralinês são também bombons de chocolate recheados, inventados na Bélgica, em que são utilizadas amêndoas, mas também nozes, avelãs, etc.
Nos Estados Unidos, os pralinês são uma especialidade tradicional de Nova Orleans, baseada na receita de bombons franceses que os emigrantes franceses levaram consigo para o novo mundo.

O praliné também pode ser um preparado pastoso de pastelaria e confeitaria, elaborado com ingredientes similares. É feito com amêndoas raladas ou avelãs, com açúcar e cacau, que serve de base para o recheio de bombons e pastéis.